# 長崎県道227号志方江迎線
長崎県道227号志方江迎線（ながさきけんどう227ごう しかたえむかえせん）は、長崎県北松浦郡佐々町から佐世保市に至る一般県道である。

## 概要
北松浦郡佐々町志方免から佐世保市江迎町赤坂に至る。江迎と佐々を短絡する山岳ルートである。佐世保市江迎地区のほとんどがセンターラインなし1.5 - 2車線区間だが、北松浦郡佐々町内は全線にわたってセンターライン2車線に拡張されている。サミットは北松浦郡佐々町内の古川免と大茂免の境界にあり、大茂免内には1車線のまま放棄された旧道が一部並行している。北松浦郡佐々町内は急勾配が続くが、佐世保市江迎地区内は高岩川の谷底を緩やかに通っている。カーブは緩やかだが、北松浦郡佐々町内は山林、佐世保市江迎地区内は集落で見通しは必ずしもよいとはいえない。
起点側は佐々川を渡る橋梁をはじめ、西九州自動車道延長時に設置される佐々ICへの短絡道路が建設されている。江迎と佐々ICを直結する短絡道路として、交通量の激増が予想されている。
終点側は2000年（平成12年）に起点の変更が実施されている。かつての平戸街道をトレースしていた旧県道は、松浦鉄道西九州線 高岩駅北側の高架をくぐり、佐世保市立江迎中学校西側を高岩川に沿って設定されていた。しかし、高架は空頭2.5 m制限のために大型車の通行が禁じられていた。また、佐世保市立江迎中学校と高岩川に挟まれ、1車線以上の幅員が確保できないため、拡張工事もできなかった。そこで中学校南側を迂回して国道204号に直結する現ルートに変更された。この新ルートは2車線が確保されている。

### 路線データ
- 起点：長崎県北松浦郡佐々町志方免（長崎県道18号佐々鹿町江迎線交点）
- 終点：長崎県佐世保市江迎町赤坂（国道204号交点）
- 総延長：8.4 km

## 路線状況

### 道路施設

#### 橋梁
- 栄之元橋（志方川、北松浦郡佐々町）

## 地理

### 通過する自治体
- 北松浦郡佐々町
- 佐世保市

### 交差する道路
| 交差する道路               | 市町村名 | 市町村名 | 交差する場所 | 交差する場所 |
| -------------------------- | -------- | -------- | ------------ | ------------ |
| 長崎県道18号佐々鹿町江迎線 | 北松浦郡 | 佐々町   | 志方免       | 起点         |
| 国道204号                  | 佐世保市 | 佐世保市 | 江迎町赤坂   | 終点         |

### 交差する鉄道
- 松浦鉄道西九州線

### 沿線
- 松浦鉄道西九州線 高岩駅（終点付近）